# الله في قفص الاتهام (كتاب)
كتاب الله في قفص الاتهام (بالإنجليزية: God in the Dock) هو مجموعة من المقالات والأحاديث غير المنشورة سابقًا للكاتب سي. إس. لويس، جُمعت من العديد من المصادر بعد موته. تضمن العنوان «محاكمة الإله» واستند العنوان إلى تشبيه قدمه لويس، إذ يشير إلى أن البشر في العصر الحديث، بدلًا من أن يروا أنفسهم واقفين أمام الله ليحاكمهم، فإنهم يفضلون وضع الله في محاكمة بينما يتصرفون فيها باعتبارهم القاضي.
نُشر هذا الكتاب في الأصل في المملكة المتحدة تحت مسمى التحرر من الأوهام: مقالات في اللاهوت والأخلاق، في حين نشر فونتانا طبعة مختصرة في عام 1979 وسُمي الله في قفص الاتهام: مقالات في اللاهوت، ولم يشمل العديد من المقالات في تلك المجموعة الأكبر.

## الأجزاء الثلاثة
يذكر المحرر أن المجموعة هي «حقيبة مختلطة للغاية». وقسم المحرر المجموعة إلى الجزء الأول؛ «لاهوتي خالص»، والجزء الثاني؛ «شبه لاهوتي»، والجزء الثالث؛ «الموضوع الأساسي هو الأخلاق»، والجزء الرابع؛ رسالة مرتبة حسب الترتيب الزمني الذي نُشرت فيه (مقتبسة من المقدمة إلى الكتاب). وبالتالي، يبدو في ما يلي أنه يمثل سوء فهم للكتاب لأنه يُقدم بالفعل إلى القارئ.

### الأساس
تغطي المجموعة نطاقًا واسع المدى من الموضوعات، لكنها تركز في الأساس على رؤية لويس للمسيحية. ينقسم الكتاب إلى ثلاثة أجزاء، يحتوي الأول على مقالات مثل «الأسطورة أصبحت حقيقة»، و«المعجزة الكبرى»، و«هل الألوهية مهمة؟». وضعت تلك المقالات الأساس لاعتذارات لويس، مؤسسةً نقطة انطلاق جوهرية تتضح فيها التناقضات بين المسيحيين وغير المسيحيين.